# 多米尼克·德羅普希
多米尼克·德羅普希（1951年12月9日—2015年10月7日）是一名法國前職業足球運動員，司職守門員。
他在17個賽季中在596場法甲比賽中上陣，這一記錄保持數年之久，並在他的職業生涯中贏得3次聯賽冠軍，其中兩次是在波爾多。 
德羅普希代表法國參加1978年世界盃。

## 球會生涯
德羅普希出生於埃納省的勒茲，他在華倫西恩斯開始他的職業足球員生涯。德羅普希在1971-72賽季在19場比賽中上陣，幫助球會重返法甲，並在此過程中贏得第一個法乙冠軍。
德羅普希於1973年夏天與斯特拉斯堡簽約。在他為斯特拉斯堡效力的11年期間，他的出場次數從未少於31場，在1978-79賽季的全部38場比賽中均有上陣，幫助球隊贏得有史以來的第一次聯賽冠軍。
34歲的德羅普希加盟波爾多，他成為波爾多的正選門將直到他退役。德羅普希又贏得兩次聯賽冠軍，並在他的獎盃櫃中增加兩隻法國盃。隨後，德羅普希在波爾多擔任守門員教練。

## 國際賽生涯
三年內，德羅普希為法國國家隊上陣17次。由於他的前斯特拉斯堡隊友安德烈·雷伊受傷，他被選為1978年世界盃球隊的未出場球員；在最後一場分組賽中，由於雙方都已經被淘汰，他在馬德普拉塔以3-1戰勝匈牙利的比賽中上陣。

## 個人生活
德羅普希的兒子達米安（生於1983年）也是一名足球運動員和守門員。達米安從未參加過職業比賽，他最大的成就是在2006年與波爾多簽訂一份短期合約，擔任第四門將。
2012年，達米安在奧利華·達漢的電影《漁民足球隊》中飾演一名足球運動員。

## 健康問題和逝世
2005年，德羅普希患上動脈瘤後，體檢顯示德羅普希在2011年3月患上白血病。在次年初步康復後，這位63歲的老人於2015年10月7日在波爾多去世。

## 外部鏈接
- 多米尼克·德羅普希 （页面存档备份，存于）在隊報的出場紀錄
- RC Strasbourg archives （页面存档备份，存于） （法語）
- DOMINIQUE DROPSY （页面存档备份，存于）於法國足球總會（法語）
- 多米尼克·德羅普希在 National-Football-Teams.com 上的出场纪录
- 多米尼克·德羅普希 – FIFA國際賽競賽紀錄 (存檔)